# Alicja Olechowska
Alicja Danuta Olechowska (* 10. Februar 1956 in Grodzisk Mazowiecki, Geburtsname Serwacińska) ist eine polnische Politikerin der Platforma Obywatelska (Bürgerplattform).
Alicja Olechowska hat einen Lizenziat der Verwaltungshochschule Danzig und ist Bautechnikerin. Anfang der 1980er Jahre machte sie sich im Bauwesen selbständig. 2001 trat sie in die Bürgerplattform ein und konnte bei der Wahl 2001 erstmals in den Sejm einziehen. Dies gelang ihr auch bei der Wahl 2005 und der vorgezogenen Wahl 2007.